# Глазная мигрень
Мерца́тельная ското́ма, или глазна́я мигре́нь, — распространённый тип ауры предшествующей мигрени. Был впервые описан в XIX веке врачом Хьюбертом Эйри (1838—1903). Она может как предварять мигрень, так и появляться как самостоятельный симптом (без головной боли). Её часто путают с ретинальной мигренью, которая сопровождается нарушением зрения или даже временной слепотой на один глаз.

## Признаки и симптомы

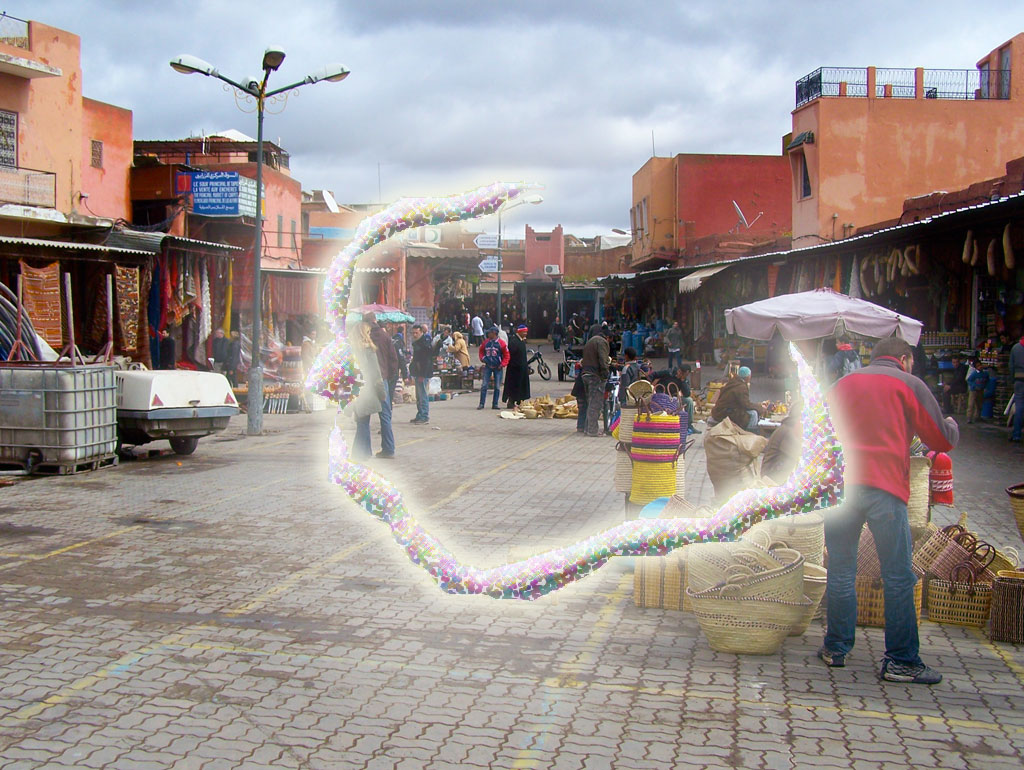
Представление автором мерцательной скотомы со сдвоенной дугой.

Мерцательная скотома может протекать по-разному, но обычно она начинается с дрожащего пятнышка света или фосфена рядом с центром поля зрения, которое мешает зрению в своей области. Поражённая область мерцает, но не темнеет. Постепенно она расширяется за пределы первоначального пятнышка. Вне растущих границ скотомы зрение остаётся нормальным, в области скотомы объекты растворяются как в слепом пятне, то есть объекты лучше видны, если смотреть на них непрямым взглядом на ранних этапах развития скотомы, когда пятнышко ещё в центре или близко к нему. Скотома может как расшириться, закрывая целую половину поля зрения, так и быть двухсторонней. Она также может появиться как самостоятельный симптом без головной боли при ацефалгической мигрени.

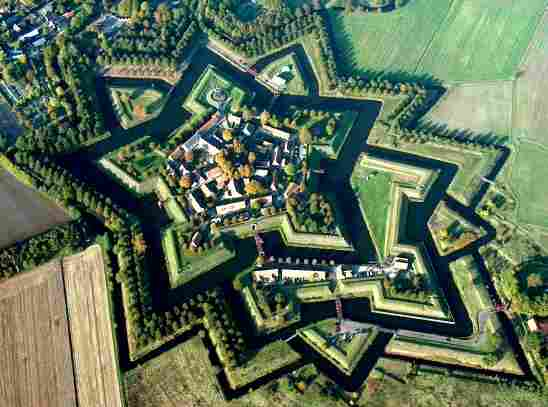
Тейхопсия вызывает у людей, страдающих мигренью, образы в форме стен бастионной системы укреплений.

После расширения поля скотомы некоторые люди видят только яркую мерцающую зону, перекрывающую нормальное зрение, в то время как другие видят различные узоры. Некоторые больные описывают мигающие цветные или белые дуги. Дуга может постепенно увеличиваться, становиться более заметной и принять форму очерченного зигзагообразного узора, который иногда называют образом крепости (или тейхопсией, от греческого τεῖχος, городская стена) из-за того, что он может напоминать вид сверху укреплений замка или форта. Также он может напоминать ослепляющий камуфляж, в который раскрашивали корабли во время Первой мировой войны. Другие говорят, что дуга напоминает видманштеттенову структуру.
Причина визуальной аномалии — атипичное функционирование сегментов затылочной доли; глаза при этом здоровы. Это заболевание отличается от ретинальной мигрени, которая захватывает только один глаз.
Со скотомой сложно читать и опасно управлять транспортным средством. Зрение в центре может вернуться спустя несколько минут, пока скотома постепенно уходит из поля зрения.
Больные могут вести дневник своих эпизодов, который потом можно показывать врачу, и зарисовки аномалии, которая может меняться от эпизода к эпизоду.
Анимированные иллюстрации

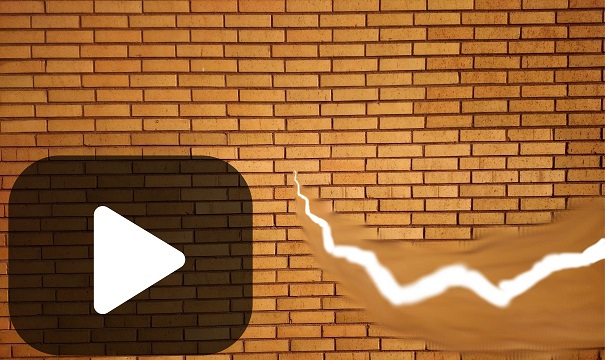
Мигающая анимация мерцательной скотомы, на которой зигзагообразное сияние начинается в центре поля зрения, и окружено расширенной зоной скотомы, которая искажает объекты, но смещается к периферии подобно слепому пятну.
Иллюстрация мерцательной скотомы почти спиральной формы, которая искажает объекты, но смещается к периферии подобно слепому пятну. Здесь скотома похожа по описанию на видманштеттенову структуру.
Иллюстрация мерцательной скотомы почти спиральной формы, которая искажает объекты, но смещается к периферии подобно слепому пятну.

## Причины
Мерцательные скотомы в основном вызываются кортикальной распространяющейся депрессией, рядом изменений в поведении нервной ткани во время мигрени. Мигрени же, в свою очередь, могут быть вызваны наследственными факторами или гормональными изменениями. Люди с мигренью зачастую сообщают о том, что триггерами мигрени становятся стресс или некоторые продукты. Частым триггером, по сообщениям, является глутамат натрия, но некоторые научные исследования не подтверждают эту теорию. Вышедшее в 1998 году исследование, проведённое в городе Фремингхем, Массачусетс, рассмотрело 5 070 людей в возрасте от 30 до 62 лет, в ходе которого было выявлено, что мерцательные скотомы без других симптомов появились у 1,23 % выборки. Исследование не нашло связь между вспышкой скотомы в старшем возрасте и инсультом.

## Прогноз
Симптомы обычно появляются по восходящей в течение от 5 до 20 минут и в основном редко длятся больше одного часа, в итоге приводя к головной боли в классической мигрени с аурой или же к ацефалгической мигрени. Многие люди, страдающие мигренями, сначала испытывают мерцательную скотому как симптом, предшествующей мигрени, а затем скотома появляется у них как самостоятельный симптом без мигрени. Обычно скотома проходит самостоятельно в течение указанного времени, не оставляя после себя других симптомов, хотя некоторые сообщали о таких осложнениях, как утомление, тошнота и головокружение.